# ボリサヴ・ヨヴィッチ
ボリサヴ・ヨヴィッチ（セルビア語: Борисав Јовић、英語: Borisav Jović、1928年10月19日 - 2021年9月13日）は、セルビアとユーゴスラビアの経済学者、政治家、外交官。ユーゴスラビア社会主義連邦共和国第12代大統領。

## 経歴
1928年、ユーゴスラビア生まれ。1965年にベオグラード大学で経済学の博士号を取得。1970年代半ばから後半まで駐イタリア大使を務めており、ロシア語とイタリア語を流暢に話す。
1991年7月初旬にブリオーニ合意の交渉を支援し、十日間戦争後にスロベニアに独立をもたらした。
ユーゴスラビア紛争後、旧ユーゴスラビア国際戦犯法廷に呼び出されたが起訴されることはなかった。
2021年9月13日、新型コロナウイルスによりベオグラードで死去。92歳だった。